# Los talones del Mesías
Los talones del Mesías (en arameo: עקבתא דמשיחא, iqvata’ dimshija’ , en hebreo: עקבות המשיח ‘iqvot Hamashíaj) es un término que señala la época del fin de  la galut (diáspora) en  la posteridad de los días antes de la venida del Mashíaj o anexo a su venida; en ella, según la tradición, el pueblo de Yisra’el (el pueblo judío) estará en un bajón cultural, ético y económico.
La fuente de la expresión en hebreo está en el libro de las alabanzas (Salmos) “Que tus enemigos vituperaron/socavaron oh YHWH que vituperaron/socavaron los talones de tu mashíaj” (Salmo 89:52).
Entre los sabios de Yisra’el se multiplicaron las explicaciones sobre cómo entender esta expresión, si en la forma (literal) de los talones del pie, o si en la forma (alegórica) de “atraso” (en el sentido de “me retuvo”) o (en el sentido de) futuro (‘aqev).
La expresión ‘Iqvatá’ Dimshijá’ está tomada de la Mishnah (tratado Sotáh “sospechosa de adulterio”), y aparece en los dos Talmudes (bSotá’ 49:2, YSotá’ 46:72), en la Qabaláh (Ra’ya’ Meheymana’ 125:72) y en el Midrash (Shir Hashirim Rabáh 2:32).
En el talmud de Babilonia (Sanhedrín 87:71), se describe la era que antecederá a la venida del Mashíaj como una era difícil físicamente hablando, que durará 7 años y cuyo fin será la ascensión (peregrinación/retorno a tierra de Israel) y la salvación. “A su comienzo comenzará la confusión de manera que su comienzo es con sequía y hambre ligera y que luego se recrudecerá a una gran hambruna que habrá muertos por ella… “hombres, mujeres, niños y labriegos… la toráh será olvidada de ser estudiada; después de esto, comenzando desde el año cuarto empezará la marcha de la restauración de satisfacción gradual que conducirá a “una gran satisfacción”, “comiendo, bebiendo y alegrándose” así como al retorno del estudio de Toráh y al final de esa era, “voces (rumores) y guerras” las cuales, al final de ellas, Ben David vendrá.
El talmud fija que la forma y el orden del desarrollo de estos eventos, y las guerras en su fin, a propósito, es la indicación clara de la venida del Mashíaj. 
Frente a esto, en la Mishnáh se describe esta era así:
“En ‘Iqvatá’ Dimshijá’ (la era llamada “Los talones del Mesías), la osadía se multiplicará, la gloria será cambiada, la vid dará su fruto y el vino será cambiado en algo costoso y el reino será convertido en herejía, sin que haya reprensión… la casa de asamblea será cambiada en casa de prostitución, Galilea será devastada y el Golán será deshabitado y los hombres del lugar andarán por los alrededores de ciudad en ciudad (en cinturones de  miseria), sin que sean favorecidos. La sabiduría de los escribas apestará,  los temerosos del pecado serán despreciados, y la verdad estará extraviada. Los jóvenes insultarán a los ancianos, los ancianos se levantarán delante de los pequeños, el hijo contra el padre, la hija se levantará contra la madre, la novia contra su amado, los enemigos del hombre serán los de su propia casa el rostro de esa generación será como el rostro de un perro, el hijo no sentirá vergüenza delante de su padre, ¿pero sobre quién podremos apoyarnos? Sobre nuestro padre que está en los cielos” 
(Mishnah, final del tratado Sotá’).
- Datos: Q3148395